# I Got Stung
I Got Stung – rock and rollowa piosenka wykonywana przez Elvisa Presleya, napisana przez Aarona Schroedera i Davida Hilla. Utwór został nagrany i wydany po raz pierwszy w 1958. Wydany jako podwójny album A razem z One Night i osiągnął pierwsze miejsce na liście przebojów w Wielkiej Brytanii w styczniu 1959. W 2005 singiel ponownie został wydany w Wielkiej Brytanii w 2005 i ponownie znalazł się na pierwszym miejscu.
„I Got Stung” wykonywali m.in. Johnny Worth, Rupert, Burt Blanca, Good Rockin' Tonight, The Paralyzers, Paul McCartney, Hubbas, Lennon Page, Di Maggio Bros, Priscilla, Kingcats i Jessi Mallory.

## Wydania
Utwór „I Got Stung” znalazł się na wielu albumach Elvisa:
- 50,000,000 Elvis Fans Can't Be Wrong: Elvis' Golden Records, Vol. 2 (1959)
- Elvis' 50 Worldwide Gold Award Hits, Vol. 1 (1970)
- Elvis' Worldwide 50 Gold Award Hits, Vol. 1, No. 2 (1970)
- World Wide 25 Gold Award Hits, Vol. 1 (1972)
- Elvis Forever [1974] (1974)
- 40 Greatest Hits [Arcade] (1975)
- 50 Years-50 Hits (1976)
- 40 Greatest Hits [RCA] (1978)
- 20 Greatest Hits, Vol. 1 (1981)
- Heartbreak Hotel (1981)
- At His Best (1984)
- Collection, Vol. 2 (1984)
- The Top Ten Hits (1987)
- Jailhouse Rock [Ariola Express] (1989)
- The Definitive Rock & Roll Album (1990)
- The King of Rock 'n' Roll: The Complete 50s Masters (1992)
- His Life and Music (1995)
- Greatest Jukebox Hits (1997)
- The Elvis Presley Collection: The Rocker (1998)
- The Collection [RCA] (1999)
- Swedish Hit Collection (2001)
- Today, Tomorrow & Forever (2002)
- 2nd to None (2003)
- Best of Rock'n Roll (2017)